# Kazimierz Sobczyk
Kazimierz Sobczyk (ur. 17 marca 1939 w Radwanowie, zm. 18 czerwca 2017) – polski matematyk, zajmujący się zagadnieniami z zakresu matematyki stosowanej i mechaniki, profesor Uniwersytetu Warszawskiego.

## Życiorys
W 1960 ukończył studia na Wydziale Matematyczno-Fizycznym Uniwersytetu Warszawskiego. W 1983 otrzymał tytuł profesora nadzwyczajnego, a w 1989 tytuł profesora zwyczajnego. Od 1983 był profesorem w Instytucie Podstawowych Problemów Techniki PAN, a od 1991 członkiem PAN (od 2007 członek rzeczywisty PAN). Był profesorem w Instytucie Matematyki Stosowanej i Mechaniki UW.
Za osiągnięcia naukowe otrzymał nagrody Sekretarza Naukowego PAN (1973, 1985). W 1993 został laureatem Nagrody Fundacji na rzecz Nauki Polskiej za prace dotyczące dynamiki stochastycznej układów i materiałów konstrukcyjnych.

## Wybrane publikacje
- Metody dynamiki statystycznej (1973)
- Stochastic wave propagation. Translated from the Polish by the author, I. Bychowska and Z. Adamowicz. PWN-Polish Scientific Publishers, Warsaw; Elsevier Science Publishers, B.V., Amsterdam, 1984. viii+248 pp. ISBN 83-01-05122-1
- Stochastic Differential Equation with Applications to Physics and Engineering (1991)
- Bogusz, W.; Dżygadło, Z.; Rogula, D.; Sobczyk, K.; Solarz, L.: Vibrations and waves. Part A. Vibrations. Translated from the 1986 Polish original by Jerzy Bachrach and Sobczyk. "Studies in Applied Mechanics", 30A. Elsevier Scientific Publishing Co., Amsterdam; PWN-Polish Scientific Publishers, Warsaw, 1992. xiv+488 pp. ISBN 0-444-98691-X
- Kaliski, S.; Rymarz, Cz.; Sobczyk, K.; Włodarczyk, E.: Vibrations and waves. Part B. Waves. With a preface by Lech Solarz. Translated from the 1986 Polish original by Jerzy Bachrach and Sobczyk. "Studies in Applied Mechanics", 30B. Elsevier Scientific Publishing Co., Amsterdam; PWN-Polish Scientific Publishers, Warsaw, 1992. xii+382 pp. ISBN 0-444-98690-1